# 최인경
최인경(1978년 )은 대한민국의 뮤지컬 배우이다.

## 학력
- 중앙대학교 연극학과 학사

## 수상
- 2001년 서울 어린이 연극상 연기상

## 뮤지컬
- 2014년 구름빵 - 엄마 역
- 2011년 백설공주를 사랑한 난장이 - 반달이 역
- 2006년 한 여름밤의 악몽 - 소선,홍두 역

## 드라마
- 2013년 KBS 2TV 직장의 신 - 강동희 역
- 2006년 KBS 2TV 위대한 유산 - 천사 역

## 진행 프로그램
- 2021년 채널A 다시 뜨거워지고 싶은 애로부부 - 각종 단역
- 2010년 ~ 2012년 딩동댕 유치원 - 수리아줌마 역
- 2006년 대교어린이TV 꼬꼬댁 알을 낳았어요 - 꼬꼬 엄마 역
- 2002년 대교어린이TV 아추랑 콩콩 - 두두 역

## 가족 관계
- 배우자 : 오승준 (1979년)
  - 장녀 : 오은채 (2007년 ~ )
  - 장남 : 오은찬 (2009년 ~ )